# مایکل دیویس (کارگردان)
مایکل دیویس (انگلیسی: Michael Davis؛ زادهٔ ۱ اوت ۱۹۶۱) کارگردان فیلم و فیلم‌نامه‌نویس آمریکایی زاده راکویل، مریلند است.
فیلم‌های وی شامل فیلم ترسناک مرد هیولا و فیلم اکشن شلیک نهایی با بازی کلایو اوون، پل جیاماتی و مونیکا بلوچی هستند.